# British and Foreign School Society
La British and Foreign School Society (BFSS) est une association britannique qui offre une aide caritative à des projets éducatifs au Royaume-Uni et dans le monde en finançant des écoles, d'autres œuvres caritatives et des organismes éducatifs.
Elle a joué un rôle important dans l'histoire de l'éducation en Angleterre en soutenant les écoles britanniques gratuites et la formation des enseignants au XIXe siècle et a continué à jouer ce rôle jusque dans les années 1970. Au XXe siècle, elle concurrençait la National Society for Promoting Religious Education, qui bénéficiait du soutien de l'Église d'Angleterre établie, des paroisses locales et des universités d'Oxford et de Cambridge.

## Histoire
L'école de Joseph Lancaster située Borough Road, dans le borough londonien de Southwark, créée en 1798, constitue un développement important dans l'offre d'une éducation universelle et gratuite pour les enfants. Un établissement de formation d'enseignants, le Borough Road College (en), est ajouté peu après en 1801.
Le système lancastérien utilise des enfants plus âgés qui ont déjà reçu une certaine éducation pour enseigner aux plus jeunes. Il est conçu pour fournir une éducation de base bon marché avec des ressources et un nombre d’enseignants limités.
La Society for Promoting the Lancasterian System for the Education of the Poor est créée en 1808 pour poursuivre l'exemple de Lancaster. Elle est fondée par Joseph Fox, William Allen et Samuel Whitbread et est soutenue par plusieurs protestants évangéliques et non-conformistes, dont William Wilberforce. En 1814, la Société est rebaptisée British and Foreign School Society for the Education of the Labouring and Manufacturing Classes of Society of Every Religious Persuasion. Au cours du XIXe siècle, sur la base de principes non sectaires, la Société fonde un certain nombre d'« écoles britanniques » et d'établissements de formation d'enseignants qui, dans de nombreux endroits, entretiennent une rivalité active avec les « écoles nationales » de l'Église établie. Il est également créé des écoles à l'étranger.
Lorsque le gouvernement assume la responsabilité de l'enseignement primaire avec l'Elementary Education Act 1870, les écoles britanniques deviennent des conseils scolaires administrés localement. La BFSS continue son rôle en soutenant les établissements de formation des enseignants avant que ses établissements ferment ou ne fusionnent progressivement avec d'autres établissement. En particulier, le Borough Road College, après avoir déménagé de Borough Road à Isleworth dans l'ouest de Londres, fusionne avec le West London Institute of Higher Education (en) en 1976. Celui-ci devient à son tour une partie de l'université Brunel en 1995.
À mesure que ses écoles normales ont fermé et que la Société a rassemblé davantage de capitaux, elle a utilisé ses fonds pour accorder des subventions à des projets éducatifs dans le monde entier.

## Archives et muséographie
Le centre d'archives de la Société est situé à proximité du campus d'Uxbridge de l'université Brunel. Celui-ci contient des dossiers scolaires et universitaires, ainsi que des artefacts et du matériel pédagogique concernant l'éducation moderne.
Le British Schools Museum (en) est situé dans un groupe de bâtiments scolaires sur un site datant de 1810 à Hitchin, dans le Hertfordshire. Les écoles lancastériennes ont été reprises par la British and Foreign School Society. Les bâtiments des écoles britanniques restant à Hitchin comprennent une salle de classe lancastérienne unique (1837), une salle de classe Galleried de 1853 et d'autres bâtiments de 1857 et 1905. Le Hitchin British Schools Trust gère le musée pour les visiteurs publics et pour les classes d'enfants.